# Hei Matau

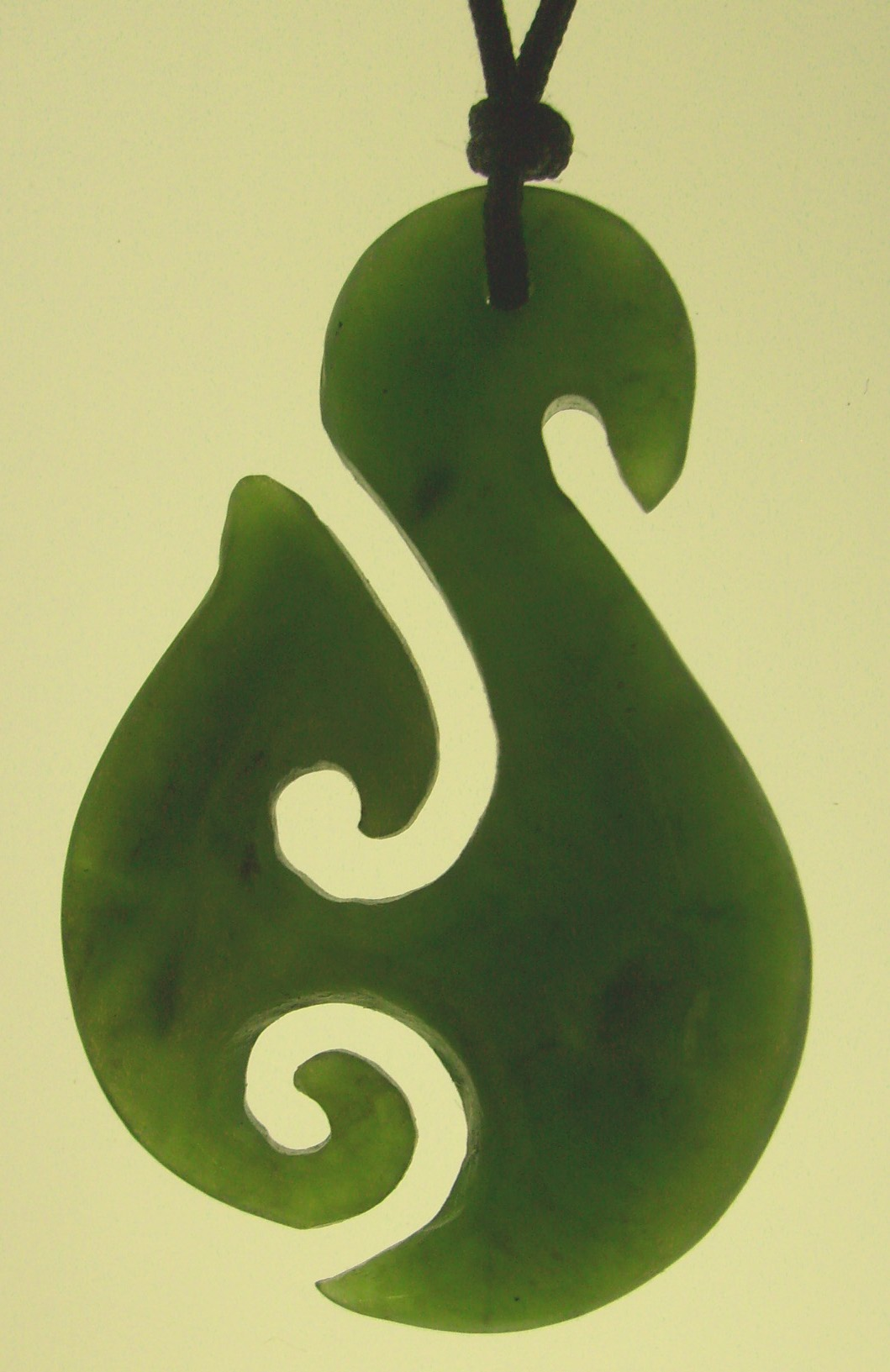
Hei Matau aus Pounamu

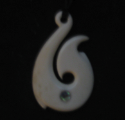
Hei Matau aus Knochen

Ein Hei Matau (auch Hei-Matau) ist ein aus Knochen oder Pounamu (einer neuseeländischen Jade) geschnittenes Objekt in der Form eines hochgradig stilisierten Angelhakens der Māori in Neuseeland. Es symbolisiert Stärke, Glück und sichere Reise über das Wasser.

## Bedeutung
Die Angelhaken-Form des Hei Matau findet ihren Ursprung in der Legende der Māori, dass die Nordinsel Neuseelands einst ein riesiger Fisch war, der von dem großen Seefahrer Māui mit Hilfe einer Angelschnur und eines Knochenhakens gefangen wurde. Nach der Legende ist die Form der Hawke’s Bay die Form des hei matau, der sich in die Seite des Fisches gegraben hat.
Für die Māori ist Hei Matau ein Taonga (Kulturschatz). Sie repräsentieren nicht nur ihr Land, sondern auch Wohlstand, Fruchtbarkeit und sichere Reise über das Wasser.  Sie weisen auch auf die Bedeutung des Fischfanges für die Māori und ihre alte Beziehung zu dem Meeresgott Tangaroa hin.

## Herstellung
Traditionelle Hei Matau wurden neben Jade aus Walknochen geschnitzt. Es gab verschiedene Formen von einfachen, zum Fischfang genutzten bis zu stark verzierten, die bedeutende Familienerbstücke waren. Heute werden sie meist als Schmuck am Hals getragen, und zwar nicht nur von Māori, sondern auch von anderen Neuseeländern, die sich mit Hei Matau als Symbol Neuseelands identifizieren. Sie sind auch beliebte Souvenirs für Touristen (hier allerdings oft als asiatische Billigimitate).
Heute werden Hei Matau meist aus Rinderknochen hergestellt. Einige Schnitzer der Māori nutzen weiter Walknochen. Diese Stücke sind wegen der Schönheit des Walknochens, der mit ihnen verknüpften Geschichte und ihrer Seltenheit sehr begehrt. Walknochen sind heute nur noch aus vorhandenen Beständen oder von gestrandeten Walen verfügbar. In Neuseeland haben die Māori den ersten Anspruch auf einen Teil des Skelettes jedes Wales, der strandet und nicht wieder ins Meer zurückgebracht werden kann. Diese Quelle ist jedoch sehr limitiert.
Hersteller in China und Indien haben eine Massenproduktion Hei Matau-ähnlicher Gegenstände aufgezogen, um diese auf dem neuseeländischen Markt an Touristen zu verkaufen. Diese sind meist aus einem Gemisch aus Knochenmehl und Kunstharz hergestellt. Diese Hersteller werden unter anderem dafür kritisiert, dass sie sich Designs der Māori unerlaubt angeeignet haben.